# Bernhard von St. Gallen
Bernhard († 9. Juni?) war von 883 bis 890 Abt des Benediktinerklosters St. Gallen.

## Leben
Bernhard dürfte von vornehmer Herkunft gewesen sein, wie die Epitheta nobilis und serenissimus in den Urkunden suggerieren. In Denselben wurde er mehrfach als Propst genannt, bevor er 883 von den Mönchen zum Abt gewählt wurde. Dies erfolgte in Anwesenheit Kaiser Karls III., der vier Jahre später (884) dem Kloster die Immunität und das Inquisitionsrecht bestätigte. Karls Nachfolger Arnulf zeigte sich zunächst dem Kloster gegenüber ebenfalls günstig gesinnt. Er setzte Bernhard jedoch ab, als dieser sich daran beteiligte, die Thronansprüche Bernhards, eines außerehelichen Sohns Karl III., gegen Arnulf durchzusetzen. Diese Verschwörung wurde niedergeschlagen. Eine Urkunde vom 14. Mai 890 nennt Bernhard ein letztes Mal als Abt. Die Absetzung belegen Urkunden Arnulfs vom 14. Mai 890 und Ludwig des Kindes vom 24. Juni 903.